# Lwówek Śląski

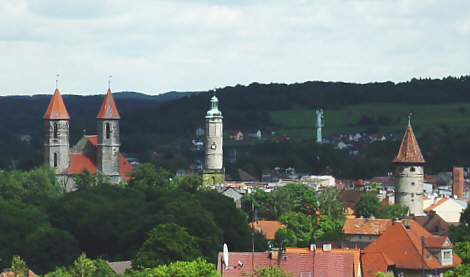
Stadtpanorama

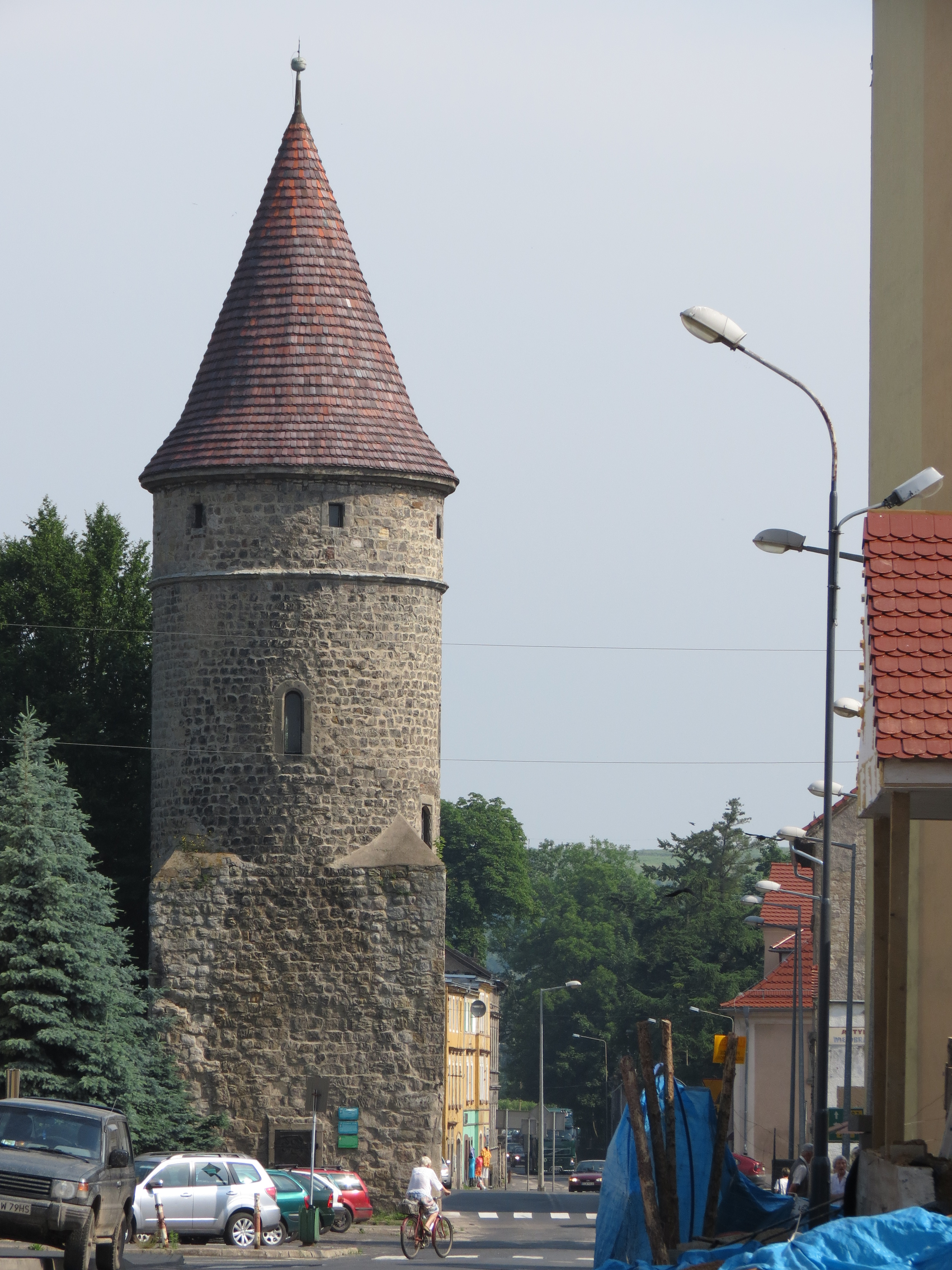
Bunzlauer Turm

Lwówek Śląski [ˈlvuvɛk ˈɕlõski] (deutsch Löwenberg in Schlesien, schlesisch Lamrich) ist eine Stadt in der Stadt- und Landgemeinde Lwówek Śląski mit 17.186 Einwohnern (Stand 31. Dezember 2020) in der Woiwodschaft Niederschlesien in Polen. Sie ist zugleich Sitz des Powiat Lwówecki. Die Stadt gehört der Euroregion Neiße an. Von 1281 bis 1286 war sie Sitz des Herzogtums Löwenberg.

## Geographische Lage
Die Stadt liegt im westlichen Teil Niederschlesiens am linken Boberufer auf 202 m n.p.m., etwa 50 km nordwestlich von Jelenia Góra (Hirschberg), 50 km südwestlich von Legnica (Liegnitz), 20 km südlich von Bolesławiec (Bunzlau) und 50 km östlich von Görlitz. Sie grenzt im Süden an den Landschaftsschutzpark Bobertal (Park Krajobrazowy Doliny Bobru).

## Geschichte
Löwenberg entstand im Rahmen der ersten Rodungssiedlung, die Herzog Heinrich I. von Schlesien im frühen 13. Jahrhundert an der inneren Seite des Grenzwaldes (Löwenberger Hag) durchgeführt hatte. Es wurde erstmals 1217 als „Lewenberc“ urkundlich erwähnt. Damals beauftragte Herzog Heinrich I. die Vögte Thomas und Hartlieb mit der Aussetzung der Stadt „Lewenberc“ nach Deutschem Recht. Damit war Löwenberg nach Goldberg die zweitälteste deutschrechtliche Stadt in Schlesien. Der Ortsname ist vom Personennamen Löwe abgeleitet, manchmal wurde der Buchstabe w in den Erwähnungen vermieden, z. B. Lemberg (1281, 1651), Lenberk (1292), Lembergk (um 1300), Leoberg (1677), Lembergae (1687/88). Wie der Name von Lämberg in Böhmen könnte der Ortsname vom Westen übertragen worden sein. Es wurde halbwegs zwischen den altslawischen Grenzkastellaneien Bunzlau und Lehnhaus angelegt und entwickelte sich zum Mittelpunkt der deutschrechtlichen Waldhufendörfer am Löwenberger Hag sowie zum Zentrum der damals schon betriebenen Goldwäscherei, das östlich von Plagwitz lag. Bei seiner Gründung wurde Löwenberg mit 100 Hufen in Nieder Mois und in Nieder Görisseiffen ausgestattet. Zugleich wurde Ober Mois deutschrechtlich umgesetzt und mit seinen 50 Hufen rechtlich als Stadtdorf nach Löwenberg eingegliedert.
Die Stadt wurde innerhalb einer ovalen Umwehrungsmauer mit einem gitterförmigen Straßennetz und einem rechteckigen Ring angelegt. Über diesen verlief die Hohe Straße, die über das Laubaner Tor in die Stadt führte und sie über das Goldberger Tor verließ. Durch die Stadt führte auch ein Zweig der Via Regia. Die im Nordwesten der Stadt erbaute Pfarrkirche Himmelfahrt Mariä und Johannes d. T. stammt ebenfalls aus der Anfangszeit. Sie erhielt Schenkungen von Herzog Heinrich I.
Bei der Teilung des Herzogtums Schlesien gelangte Löwenberg 1248 an das Herzogtum Liegnitz, das für Heinrichs I. Sohn Boleslaw II. errichtet wurde. Für dieses Jahr ist eine herzogliche Burg in Löwenberg nachgewiesen sowie das Franziskanerkloster, das zur Sächsischen Ordensprovinz (Saxonia) gehörte. Von 1281 bis 1286 war Löwenberg Sitz des Herzogs Bernhard I., dem Herrscher des Herzogtums Löwenberg. Er übergab die Pfarrkirche 1281 den Johannitern, die auch die Spitäler außerhalb der Mauern seelsorglich betreuten. Nach dem Tod Bernhards I. 1286 vereinigte sein Bruder Bolko I. das Herzogtum Löwenberg mit seinem Herzogtum Jauer, behielt jedoch die Titulatur Herzog von Löwenberg bei. Nach dem Tod des Herzogs Bolko I. 1314 fiel das Teilgebiet Löwenberg an dessen Sohn Heinrich I. Er verlieh der Stadt Löwenberg umfangreiche Privilegien, u. a. den freien Salzmarkt und das Münzrecht. Nach seinem Tod 1346 gelangte Löwenberg an dessen Neffen Herzog Bolko II., unter dem Löwenberg keine herausragende Rolle spielte, aber seine Stellung ausbauen konnte. Bei dem Ende des 13. Jahrhunderts waren die Goldressourcen fast erschöpft, 1329 hatte die Stadt über 10.000 Einwohner und war überbevölkert.
Nach dem Tod des Herzogs Bolko II. 1368 fiel Löwenberg zusammen mit dem Herzogtum Schweidnitz-Jauer als erledigtes Lehen an die Krone Böhmen, wobei der Herzoginwitwe Agnes von Habsburg testamentarisch eine lebenslange Nutznießung eingeräumt wurde. Die Lage der Stadt an der Via Regia machte sie zu einer der wohlhabenden Städte Böhmens.
1377 erwarb die Stadt die Erbvogtei, 1441 die Landvogtei und 1444 das zugehörige Burglehn. Ende des 15. Jahrhunderts wurde die Burg abgetragen. Im 15. und 16. Jahrhundert konnte die Stadt ihren Landbesitz so erweitern, dass er fast die ganze Stadt umschloss. Von wirtschaftlicher Bedeutung waren von Anfang an die Tuchmacher, deren Zunft schon für das Jahr 1311 belegt ist. 1548 betrieben 298 Tuchmachermeister ihr Gewerbe.
Wegen der Reformation, die sich in Löwenberg erst 1561 unter dem Einfluss der Schwenckfelder endgültig durchgesetzt hatte, verließen die Franziskaner schon 1543 ihr Löwenberger Kloster. Die Gegenreformation setzte während des Dreißigjährigen Krieges 1629 ein. 1631 wurden die Rekatholisierungmaßnahmen auch auf die Frauen ausgedehnt, wodurch es zu einem Tumult kam, der als „Löwenberger Weiberkrieg“ in die Stadtgeschichte eingegangen ist. 1640 wurden etwa 350–400 Häuser durch schwedische Truppen vernichtet, die die Stadt besetzt hielten. Der kaiserliche General Bruay eroberte die Stadt am 10. November 1643 von den Schweden zurück. Bei Kriegsende 1648 befanden sich von vormals rund 7000 Einwohnern nur noch 960 in der Stadt.
Im Jahr 1656 führte der Stadtrat von Löwenberg eine erneute Zählung der Bürger der Stadt durch. Insgesamt wurden 121 Bürger gezählt, wobei die Einwohnerschaft Löwenbergs deutlich höher lag, da als Bürger nur jene Stadtbewohner galten, die über Grundbesitz verfügten. Inwohner, deren Zahl jene der Bürger deutlich überstieg, wurden bei der Zählung nicht berücksichtigt.
Am Vierten Österreichischen Türkenkrieg nahmen 30 Bürger Löwenbergs teil. Angesichts der nach wie vor durch den Dreißigjährigen Krieg stark reduzierten Einwohnerzahl war dies ein herber Rückschlag für die Entwicklung der Stadt.
Nach dem Ersten Schlesischen Krieg 1742 fiel Löwenberg mit dem größten Teil Schlesiens an Preußen. 1750 tauchte der polnischsprachige Name der Stadt als Lwow auf.
Unter preußischer Herrschaft erlebte die Stadt Löwenberg im 18. Jh. einen wirtschaftlichen Aufschwung, der mit einem deutlichen Bevölkerungswachstum einherging. So wuchs die Einwohnerschaft der Stadt von 1.495 Personen (in 347 Häusern) im Jahr 1740 auf 2.597 Personen (in 374 Häusern) im Jahr 1784.
Im Mai 1813 zogen französische Truppen in Löwenberg ein, und Napoleon selbst hielt sich hier vom 21. bis zum 23. August auf, um die Verteidigung gegen die Truppen des preußischen Feldmarschallgeneral Gebhard Leberecht von Blücher zu leiten. Nur wenige Tage später vertrieb die Preußische Armee nach der Schlacht an der Katzbach die Franzosen, wobei mehr als 3000 französische Soldaten im Hochwasser führenden Fluss Bober ertrunken sein sollen. Nach der Neugliederung Preußens gehörte Löwenberg ab 1815 zur Provinz Schlesien und war ab 1816 Sitz des Landkreises Löwenberg im Regierungsbezirk Liegnitz.
Zu einem kulturellen Aufschwung kam es, als nach seiner Abdankung 1849 Fürst Friedrich Wilhelm Constantin von Hohenzollern-Hechingen 1852 Löwenberg zu seinem Wohnsitz wählte. Er brachte seine Hofkapelle mit und veranstaltete im Konzertsaal des von ihm 1850–52 erbauten Schlosses Konzerte mit bedeutenden Komponisten, Musikern und Dirigenten.
Im 19. Jahrhundert ging die Tuchmacherei ein. 1851 entstanden Mühlenwerke, außerdem waren Sandsteinbrüche in der Umgebung von Bedeutung. 1908 wurde eine Reißzeugfabrik errichtet. Da Löwenberg im Volksmund als „Schlesisches Rothenburg“ bezeichnet wurde, kam es zu einem regen Ausflugsverkehr, besonders mit dem Eisenbahnanschluss ab 1885 nach Greiffenberg. 1894 folgte der Anschluss nach Goldberg, 1907 nach Hirschberg und 1909 nach Siegersdorf. Am Anfang des 20. Jahrhunderts hatte Löwenberg eine evangelische und zwei katholische Kirchen, eine Synagoge, ein Realgymnasium, ein Lehrerinnenseminar, eine Oberförsterei, zwei Krankenhäuser und war Sitz eines Amtsgerichts. In der ersten Hälfte des 20. Jahrhunderts verfügte die Stadt über eine solide gewerbliche Infrastruktur.
Ab 1926 war Löwenberg durch das Boberhaus bekannt, das auf Initiative des Soziologen Eugen Rosenstock-Huessy entstanden war. Es befand sich in einem Gebäude, das nach einem Entwurf des Berliner Architekten Hans Poelzig 1910 errichtet und als „Haus Fichteneck“ bezeichnet wurde. 1937 wurde das Boberhaus durch die Nationalsozialisten geschlossen. 1927 hatte Eugen Rosenstock-Huessy auch die Löwenberger Arbeitsgemeinschaft gegründet, die ihren Sitz ebenfalls in Löwenberg hatte. Sie verfolgte u. a. eine Verbesserung der Wohn- und Arbeitsverhältnisse im Waldenburger Land. Nach der Machtübernahme durch die Nationalsozialisten verlor die Bewegung ihren führenden Kopf: Rosenstock-Huessy war jüdischer Herkunft und emigrierte 1933 in die Vereinigten Staaten.
In den letzten Tagen des Zweiten Weltkrieges waren über 40 % der alten Stadt zerstört. Als Folge des Zweiten Weltkriegs fiel Löwenberg 1945 an Polen. Nachfolgend wurde es in Lwówek nad Bobrem und später in Lwówek Śląski umbenannt. Die Form Lwówek ist eine diminutive Form des Namens Lwów (auch der ehemalige polnische Name der Stadt Lwiw in der Ukraine), das Adjektiv Śląski (schlesisch) wurde um ihn von großpolnischen Lwówek zu unterscheiden hinzugefügt. Die einheimische Bevölkerung wurde von der örtlichen polnischen Verwaltungsbehörde vertrieben. Die neu angesiedelten Bewohner waren zum großen Teil Zwangsausgesiedelte aus Ostpolen, das von der Sowjetunion besetzt worden war.
In den 1960er und 1970er Jahren wurden 80 % der Altstadt eingeebnet und durch moderne Zeilenbauten im Stil der Sozialistischen Stadt entlang der alten Straßen ersetzt. So auch am Marktplatz, wo nur das Rathaus und der innere Ringblock erhalten blieben. Zahlreiche Gebäude der Gotik, Renaissance und Barock gingen verloren. Vom großflächigen Abriss verschont blieben lediglich einige Häuser an den Rändern der Altstadt und die öffentlichen Bauten, die nunmehr als Solitäre im aufgelockerten Stadtbild stehen. Die evangelische Kirche wurde 1972 bis auf ihren Turm abgerissen.

## Stadtwappen
Der Wappenschild ist gespalten; vorne in Silber ein golden gekrönter, roter Löwe; hinten in Gold ein rot, silbern und schwarz geschachter Adler der Herzöge von Schweidnitz. Zu diesem Schild gehört ein offener Flug, der rechts rot und mit sieben goldenen Seeblättern bestreut sowie links silbern und mit sieben roten Seeblättern bestreut ist.
Das Wappen wurde am Valentinstag (14.2.) 1501 vom böhmischen Landesherrn König Vladislav II von Böhmen, auf Bitte des Stadtrates verliehen und bereits am 26. Februar 1501 von Kaiser Maximilian I. bestätigt (unter Nennung des Stadtnamens Lembergk). Der Löwe wurde bereits auf einem Stadtsiegel 1341 gezeigt.

## Sehenswürdigkeiten

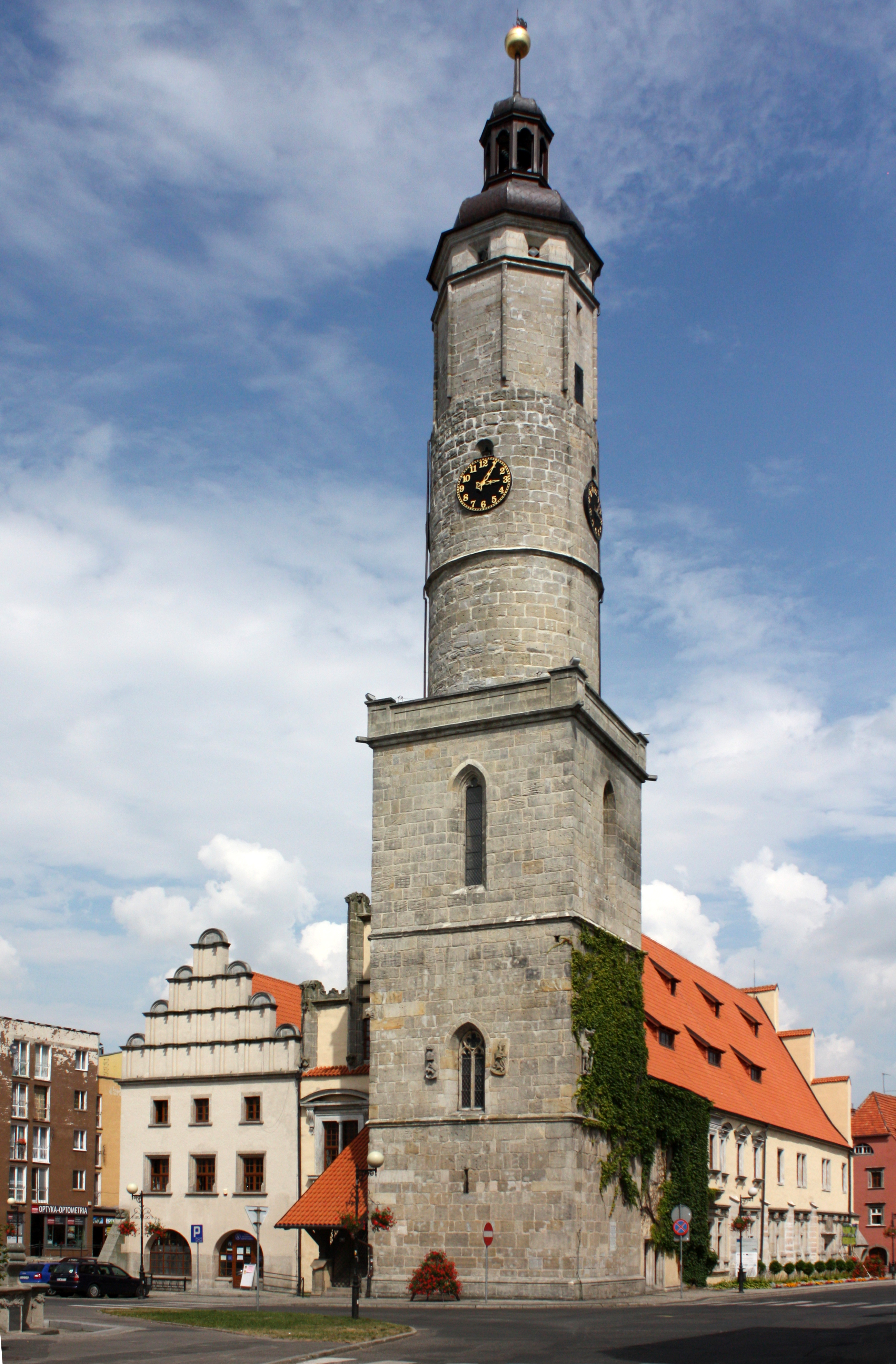
Rathaus

- Das Löwenberger Rathaus wurde erstmals 1345 urkundlich erwähnt. Die heutige rechteckige Grundform des Backsteingebäudes stammt von 1480. Der Westturm wurde von 1500 bis 1504 erbaut. Die spätgotische Gestaltung im Innen- und Außenbereich erhielt das Rathaus durch Umbauten in den Jahren 1522 bis 1524 sowie 1546/47. Aus dieser Zeit stammt auch das Netzgewölbe im Erdgeschoss.[17] Nach einem Entwurf von Hans Poelzig entstand zwischen 1903 und 1905 ein mit Arkaden versehener Anbau. 1945 wurde das Rathaus leicht zerstört und brannte teilweise aus. Von 1955 bis 1958 wurde das Gebäude wieder original rekonstruiert und aufgebaut.
- Brunnen vor dem Rathaus.
- Die Stadtpfarrkirche Mariä Himmelfahrt (Kościół Wniebowzięcia NMP) wurde um 1233–1238 errichtet. Nach einem Brand wurde die Kirche zwischen 1493 und 1511 nach einem Entwurf des Görlitzer Stadtbaumeisters Conrad Pflüger wieder aufgebaut. Vom Vorgängerbau sind die beiden Türme am Westportal erhalten. Während der Reformation diente sie von 1520 bis 1637 als evangelisches Gotteshaus. 1752 brannte die Kirche erneut aus und wurde zwischen 1863 und 1866 wieder aufgebaut. Dabei erhielt sie die heutige Innenausstattung. Dazu zählen unter anderem der neugotische Hauptaltar und Seitenaltäre, die Kanzel sowie die Orgel. Zwischen 1977 und 1977 wurde das Gotteshaus renoviert.[18]
- Teile der doppelten Stadtmauer mit dem Laubaner und dem Bunzlauer Torturm.
- Pfarrkirche und Franziskanerkloster aus dem 13. Jahrhundert.
- Erhaltene Bürgerhäuser (Brotbänke und Schuhkrambuden) des inneren Ringblocks
- Renaissance-Schloss in Płakowice (Plagwitz)
- Palais des Fürsten Friedrich Wilhelm Constantin von Hohenzollern-Hechingen. Es wurde 1850–1852 nach Entwürfen von Friedrich August Stüler im Stil der Renaissance erbaut. Später diente es als Landratsamt und Kreisständehaus, heute Stadt- und Gemeindeamt.
- Sandstein-Felsen in der „Löwenberger Schweiz“, südlich der Stadt.
- Pranger
- Löwenbrunnen
- Tuchmacherbrunnen
- St. Nikolai (Kotliska) (ruinös)

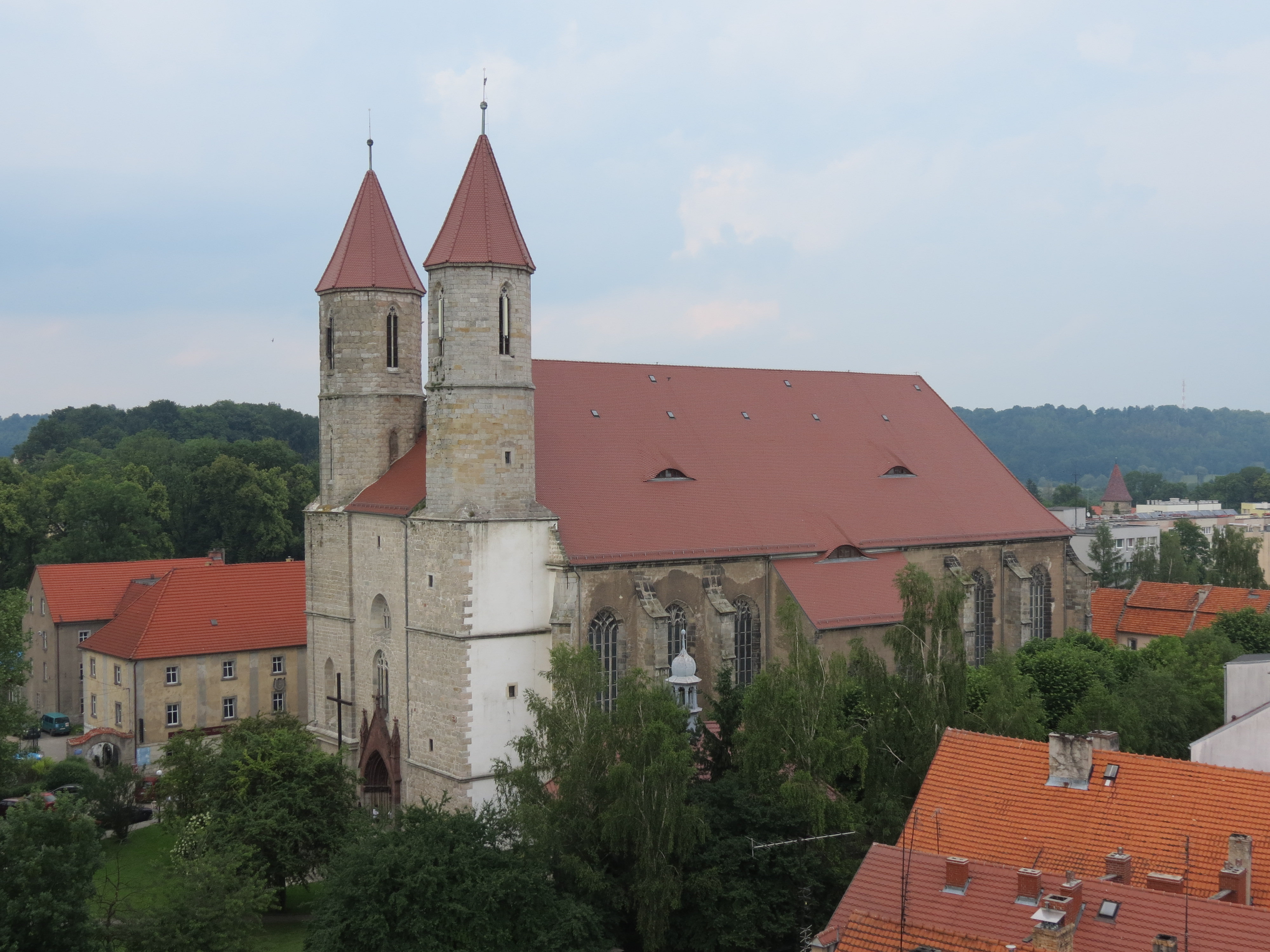
Pfarrkirche Mariä Himmelfahrt
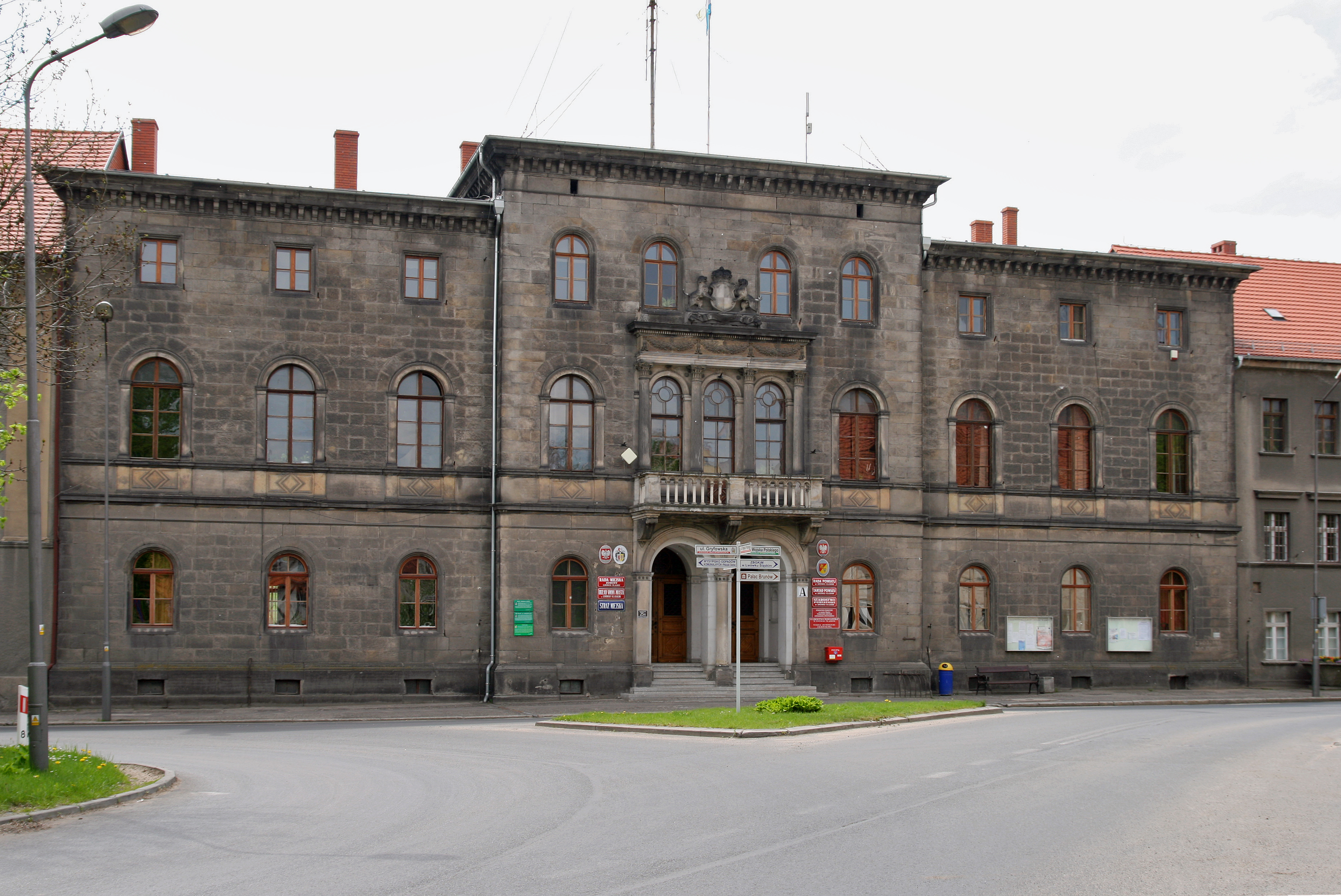
Palais des Fürsten von Hohenzollern-Hechingen
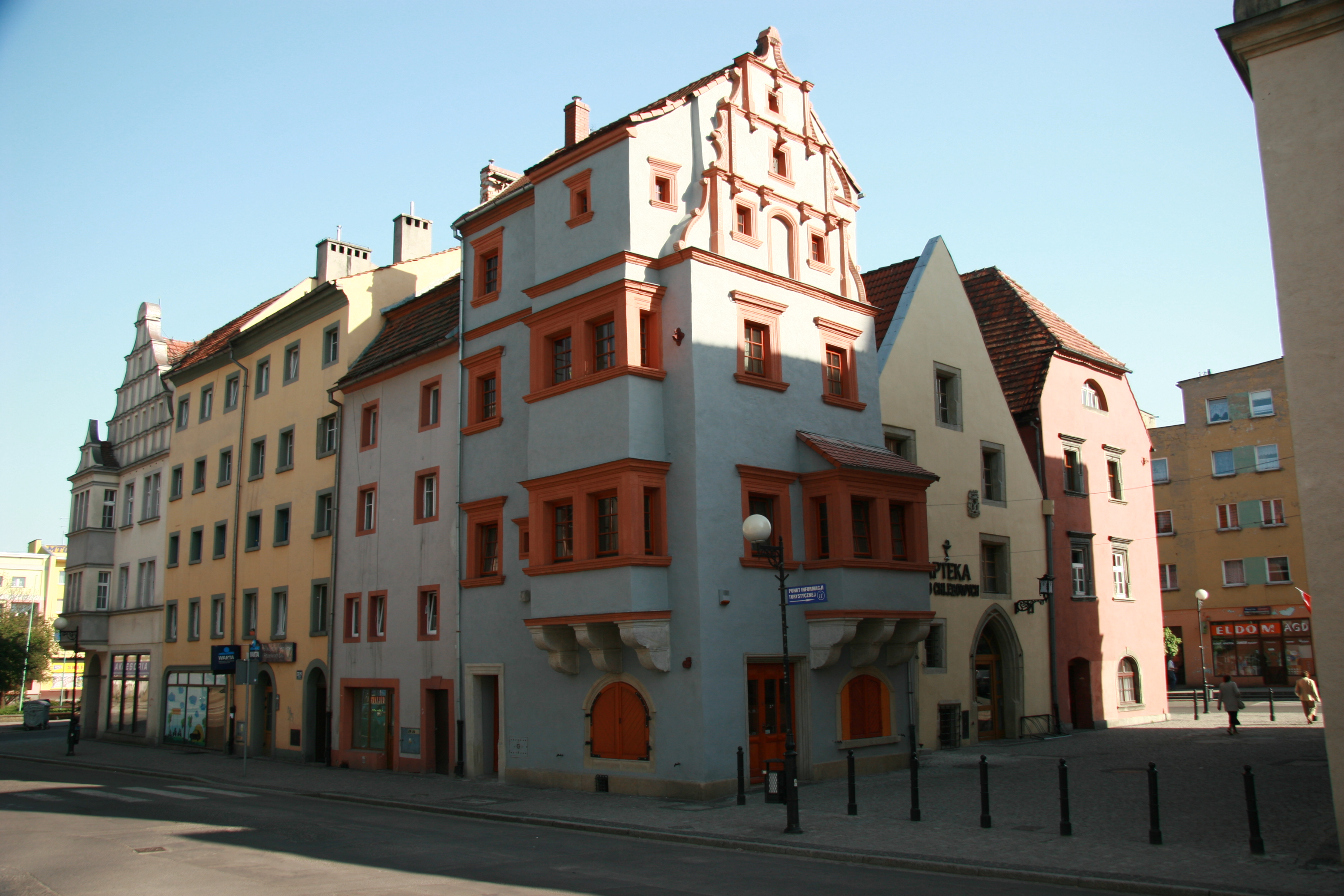
Erhaltene Renaissance-Bürgerhäuser im inneren Ringblock

### Demographie
| Jahr | Einwohner | Anmerkungen |
| ---- | --------- | --- |
| 1796 | 3050      | [ 19 ] |
| 1818 | 3684      | [ 20 ] |
| 1825 | 3552      | davon 788 Katholiken und 44 Juden |
| 1840 | 3770      | davon 2865 Evangelische, 853 Katholiken und 52 Juden |
| 1852 | 4802      | [ 23 ] |
| 1867 | 5619      | am 3. Dezember |
| 1871 | 4798      | am 1. Dezember, davon 3456 Evangelische, 1205 Katholiken, 61 sonstige Christen, 76 Juden. |
| 1890 | 4782      | davon 3656 Evangelische, 1031 Katholiken und 31 Juden |
| 1900 | 5293      | meist Evangelische |
| 1905 | 5682      | am 1. Dezember; davon 4331 Evangelische (4308 mit deutscher Muttersprache, ein Einwohner mit polnischer Muttersprache, ein Einwohner mit einer anderen Muttersprache, ein Einwohner spricht Deutsch und eine andere Sprache) und 1294 Katholiken (1273 mit deutscher Muttersprache, sechs mit polnischer Muttersprache, elf Katholiken sprechen eine andere Sprache, und vier sprechen Deutsch und eine andere Sprache) |
| 1910 | 6339      | am 1. Dezember |
| 1933 | 6063      | [ 25 ] |
| 1939 | 6337      | [ 25 ] |

## Gemeinde

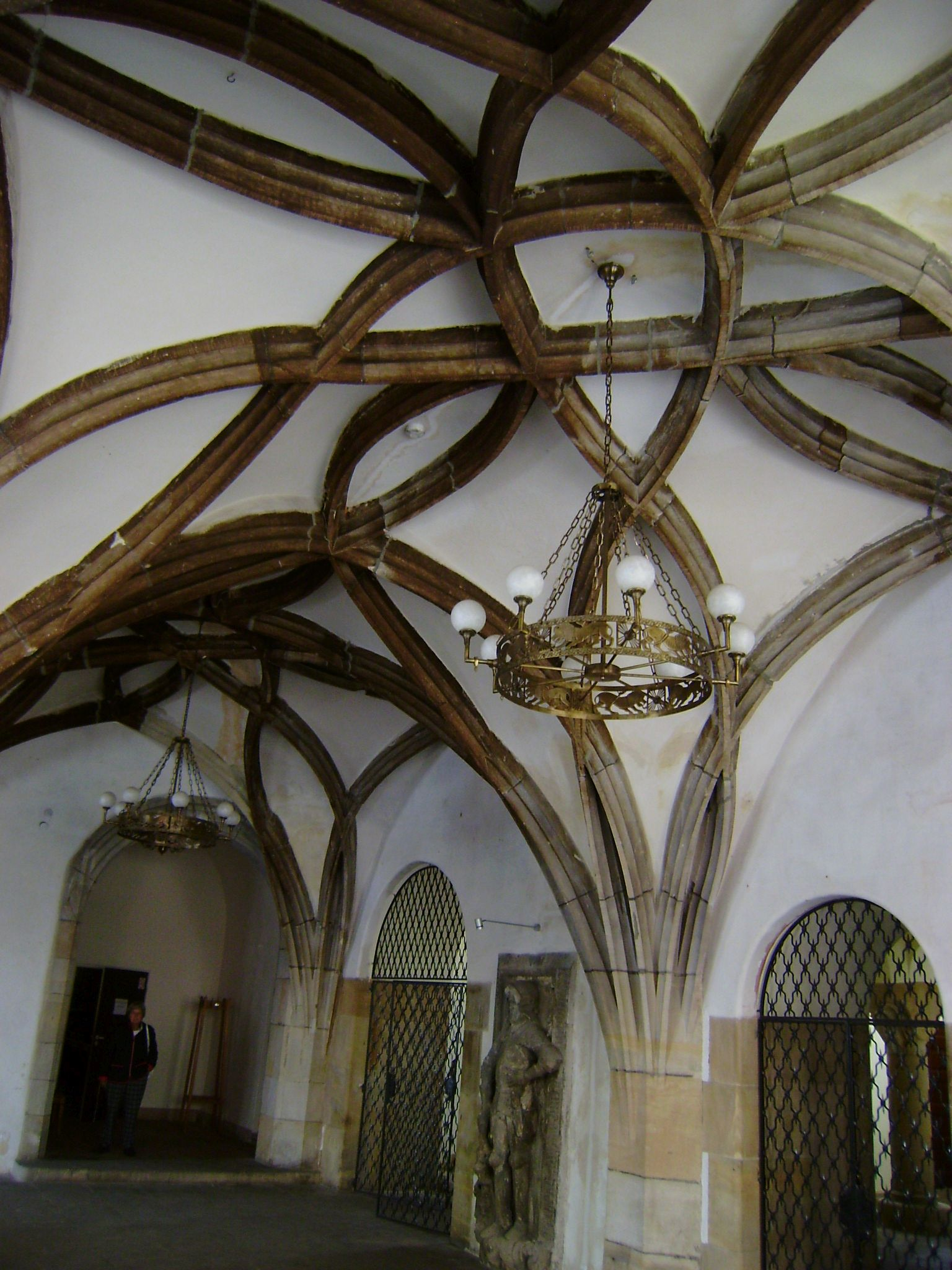
Netzgewölbe von 1522

Deutsche Bundespost (1966)

Zur Stadt-und-Land-Gemeinde (gmina miejsko-wiejska) Lwówek Śląski gehören die Stadt selbst und 28 Dörfer mit Schulzenämtern.

## Söhne der Stadt
Nach Geburtsjahr sortiert
- Esaias Heidenreich (1532–1589), lutherischer Theologe
- Nikolaus von Reusner (1545–1602), Rechtswissenschaftler
- Michael Wirth der Ältere (1547–1611), Rektor der Universität Leipzig
- Elias Reusner (1555–1612), Historiker
- Michael Wirth (1571–1618), Jurist und Rektor der Universität Leipzig
- Georg Schultze (1599–1634), Rechtswissenschaftler und Hochschullehrer
- Johannes Hoppe (1616–1654), Mediziner an der Universität Leipzig
- Esaias Reusner (1636–1679), Lautenist und Komponist
- Johann Joseph Kausch (1751–1825), Mediziner und Schriftsteller
- Theodor Ernst von Eicke (1764–1850), preußischer Generalleutnant
- Karl Friedrich Benjamin Löwenberg (1807–1871), Rechtswissenschaftler und Richter
- Carl August Theodor Ehrmann (1822–1894), deutsch-amerikanischer Apotheker, Fotopionier und Lehrer
- Benno von Heineccius (1830–1911), preußischer General
- Anton Johannes von Saurma-Jeltsch (1832–1891), preußischer Rittergutsbesitzer und Hofbeamter
- Georg von Heineccius (1840–1907), preußischer General
- Theodor Puschmann (1844–1899), deutscher Psychiater und Medizinhistoriker
- Johannes Pfuhl (1846–1914), Bildhauer
- Maximilian Gfrörer von Ehrenberg (1857–1913), preußischer Landrat
- Emil von Höegh (1865–1915), Optiker
- Rudolf von Hirsch (1869–1952), Kolonialoffizier
- Georg Wichmann (1876–1944), deutscher Landschaftsmaler
- Otto Lummitzsch (1886–1962), Architekt und Bauingenieur, gründete die Technische Nothilfe und das Technische Hilfswerk
- Karl Hartmann (1893–1973), Politiker (KPD)
- Günther Klammt (1898–1971), General
- Eberhard Zwirner (1899–1984), Mediziner
- Werner Gley (1902–1990), deutscher Geograph
- Joachim Hohberg (1903–nach 1987), Jurist, Landrat im Landkreis Cochem
- Armin Grünewald (1930–1993), Journalist
- Rudolf Jeschar (1930–2014), Ingenieur und Hochschullehrer
- Rudolf Krause (1931–2021), Jurist, Bürgermeister von Kaufbeuren
- Günter Pohl (1938–2019), Politiker (SPD)
- Reiner Seliger (* 1943), Bildhauer
- Lucjan Błaszczyk (* 1974), polnischer Tischtennisspieler
- Anna Rostkowska (* 1980), Mittelstreckenläuferin